# Mont Xuebaoding
Le mont Xuebaoding est une montagne de Chine qui culmine à 5 588 m d'altitude. Il est le plus haut sommet des monts Min, dans la province du Sichuan.